# Kajan
Kajan là một xã trong quận Elbasan thuộc hạt Elbasan, Albania. Dân số năm 2005 là 6225 người.